# Samora (Espanha)
Samora (em castelhano: Zamora, forma também com uso em português; pronúncia espanhola: [θaˈmoɾa]; também grafada em asturo-leonês como Zamora ou Çamora) é um município e cidade espanhola situada na província homónima, pertencente à comunidade autónoma de Castela e Leão. Tem 149,28 km² de área e em 2021 tinha 49.275 habitantes (densidade: 403,9 hab./km²).
O casco histórico da cidade é classificado como conjunto histórico-artístico desde 1973. O seu núcleo principal – com uma disposição muito alargada e rodeada na sua maioria por muralhas – alça-se sobre uma ampla planície rochosa de 26 a 32 metros de altura, situada à beira do rio Douro, que limita com a cidade a sul. Estas características levaram a que fosse alcunhada de «a bem cercada».
A cidade é integrada por um importante conjunto de edifícios românicos, formado pelos 23 templos do município e pelas 14 igrejas do casco histórico, a que possui o maior número e qualidade de templos românicos em toda a Europa; quinze deles considerados Bem de Interesse Cultural. A este espólio arquitetónico juntam-se a sua catedral, outras 24 igrejas, um castelo, muralhas, uma ponte, dois palácios e nove casas, daí que seja conhecida como «a cidade do românico». Por outro lado, é também significativo o conjunto de edifícios modernistas – 19 no total – apenas equiparado por Teruel em todo o interior espanhol. As celebrações da Semana Santa na cidade foram declaradas de Interesse Turístico Internacional e Bem de Interesse Cultural.
Samora é o lar de diversas instituições autonómicas e internacionais, entre elas o Museu Etnográfico e o Conselho Consultivo de Castela e Leão, e a fundação de cooperação transfronteiriça Fundação Rei Afonso Henriques.

## Geografia

### Localização
O município de Samora ocupa uma área de 149,28 km². É a capital de província situada à menor altitude da Meseta Norte e é-no também da província homónima, pertencente à Comunidade Autónoma de Castela e Leão. Localiza-se no tramo médio do rio Douro, com uma configuração longitudinal ao longo do mesmo, na extensa região que forma a Meseta Norte e a parte da Meseta Central situada a norte do Sistema Central, na zona noroeste da Península Ibérica. Apresenta uma paisagem plana, com escassa vegetação decorrente do seu clima mediterrânico com rasgos de continentalidade.
A parte oriental está situada no vale do rio e atua como fronteira entre as comarcas da Terra do Pão e da Terra do Vinho, situadas a norte e a sul, respetivamente. A parte ocidental é onde o perímetro urbano se separa do rio para continuar para norte, aqui servindo de fronteira entre as comarcas de Terra de Alba e Saiago.
O núcleo principal do casco urbano – com uma disposição muito alargada e rodeada na sua maioria por muralhas – alça-se sobre uma ampla meseta rochosa (a peña tajada referida no Romancero Viejo) de 26 a 32 metros de altura, situada na margem do rio Douro, que a limita a sul, e da qual deriva a sua alcunha. A altitude é de 652,6 msnm.

### Municípios limítrofes[18]
| Noroeste: San Pedro de la Nave-Almendra, Palacios del Pan e Andavías | Norte: Monfarracinos, Valcabado, Roales del Pan e La Hiniesta | Nordeste: Coreses                       |
| Oeste: Muelas del Pan                                                |                                                               | Este: Villaralbo e Arcenillas           |
| Sudoeste Pereruela e Almaraz de Duero                                | Sul: Entrala                                                  | Sudeste: El Perdigón e Morales del Vino |

### Relevo

Situação do município de Samora dentro da província.

No município existem duas zonas claramente diferenciadas. A primeira delas é constituída pelos vales dos rios Douro e Valderaduey, situados a leste. Não apresentam diferenças de relevo, mantendo-se na cota dos cerca de 630 msnm, à exceção da meseta rochosa conhecida como as Penhas de Santa Marta, com encostas de alguma pendente e cota superior aos 650 metros. Nesta meseta, enquadrada entre o Douro e o antigo leito do Valderaduey, foi onde se instalaram os primeiros povoadores da cidade.
A outra é a constituída pelas terras altas e planícies áridas da meseta. Crescem ligeiramente em altura quanto mais a oeste, passando dos 650 msnm nos Terraços de São Lázaro aos 800 no extremo ocidental do município, nas redondezas da barragem de Ricobaio. A sul do Douro formam um contínuo desde as zonas de campo até ao Carrascal, dividido pelo vale do arroio da Fresneda. Nesta zona aparecem montes com ladeiras de pendentes pronunciadas, entre os quais se destacam Cabeça Falcão (719 m) sobre o arroio de Zape; Voo Grande (734 m), sobre o arroio da Fresneda; Tres Rayas (741 m), sobre o Douro, e o Monte das Víboras, de 825 m., na margem da barragem de Ricobaio, que constitui o ponto mais alto do município.

### Hidrografia
A rede hidrográfica de Samora tem como eixo vertebrador o rio Douro, que atravessa o município de este a oeste. A ele juntam-se os seus afluentes, Valderaduey e Esla, se bem que este apenas aparece no extremo oeste do município. Existem também vários arroios, apesar da sua importância hidrológica ser bastante reduzida. Entre estes, destacam-se o Valderrei, Fresneda, os dois da margem direita, e o Zape pela esquerda. Por esta última existem também o arroio Mourisco e o de Rabiche, ambos de percurso bastante curto e nos quais a ação antrópica alterou o seu aspeto natural, assemelhando-se a acéquias. A entrada do Douro no município é enquadrada por uma veiga de grande regadio com uma densa rede de canais e acéquias.

### Flora e fauna
O município conta com várias espécies arbóreas e arbustivas, bem como cultivos de sequeiro na peneplanície e de regadio nos vales dos cursos fluviais, sendo um território pobre desde um ponto de vista produtivo.
Entre as espécies arbóreas contam-se a azinheira, o pinheiro-manso e a carvalhiça. A zona de maior abundância destas espécies é na região oeste-noroeste, a de maior altitude do município e, por isso, onde estas se veêm menos afetadas pela inversão térmica, bem como pela aridez menor. Aparecem também exemplares de sobreiros e carvalhos-negrais.
A azinheira é a espécie mais abundante no termo municipal, especialmente na peneplanície. A sua importância económica pressupôs a sua sobrevivência ao longo do tempo, apesar da alteração do seu aspeto natural, sendo podada em forma de candelabro (técnica referida também como olivarla) com o fim último do aproveitamento das suas bolotas e madeira. Por outro lado, o aproveitamento pecuário e o uso dos montes para o cultivo e produção de pastos gerou montes ocos e degradados.
O pinheiro-manso concentra-se sobretudo na envolvente do arroio da Fresneda, formando um monte extenso mas não cerrado, associado à azinheira e com um matagal denso de esteva e lavanda.
A carvalhiça possui uma presença importante, localizando-se em pastos, terrenos de cultivo com árvores esparsas, bem como nalguns montes. Assim, existem pequenas quantidades de uma espécie alóctona, o pinheiro-de-alepo, empregue para reflorestamento no vale de Valorio e no arroio de Zape.
Quanto à vegetação ribeirinha, assinala-se que no rio Douro não se dá o bosque de galeria, mas apenas pequenas massas de árvores, especialmente choupos, nas quais existem também salgueiros e amieiros. Por outro lado, nos arroios e riachos da peneplanície destacam-se as fresnedas, nas quais aparecem também amieiros e choupos.
Quanto ao matagal, constitui a maioria da vegetação existente no município, e nalgumas ladeiras pendentes para os rios Douro e Esla é exclusiva. O carrascal é de longe a formação arbustiva mais destacada, graças à sua boa adaptação ao frio, à aridez, e aos solos pobres em nutrientes. Também se dá o esteval, que aparece em montes degradados e terrenos de cultivo esgotados e abandonados.
Na envolvente do Douro existe uma fauna aquática e ornitológica ligada a este, e nos distintos pastos existem várias explorações de animais com espécies adaptadas à envolvente.

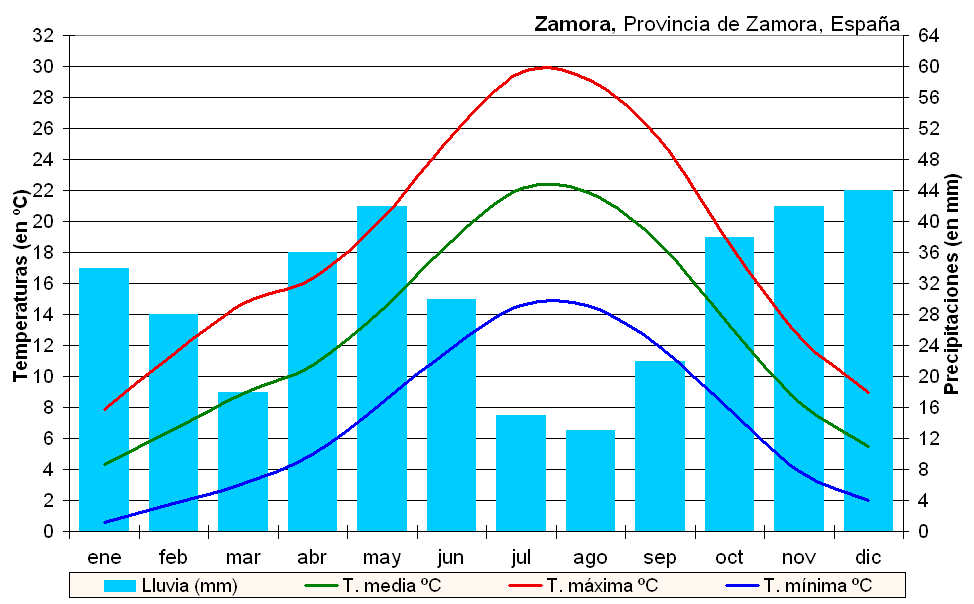
Climograma de Samora (Observatório)

### Clima
A cidade tem um clima mediterrânico continental, com parâmetros de temperatura e precipitação que a situam dentro do tipo BSk (semiárido frio) de acordo com a classificação climática de Köppen, tendo verões quentes e invernos frios. Ao ser a cidade de menos altitude em toda a comunidade, as temperaturas são mais altas que nos restantes pontos desta. As precipitações são muito escassas e concentram-se principalmente na primavera e no outono, havendo no verão uma sequia estival bastante marcada. Como fenómeno meteorológico, são significativas as névoas abundantes durante o inverno, causadas pela presença de uma massa de água de importância como é o Douro, que podem ser persistentes durante dias e que reduzem consideravelmente a temperatura média.

## História

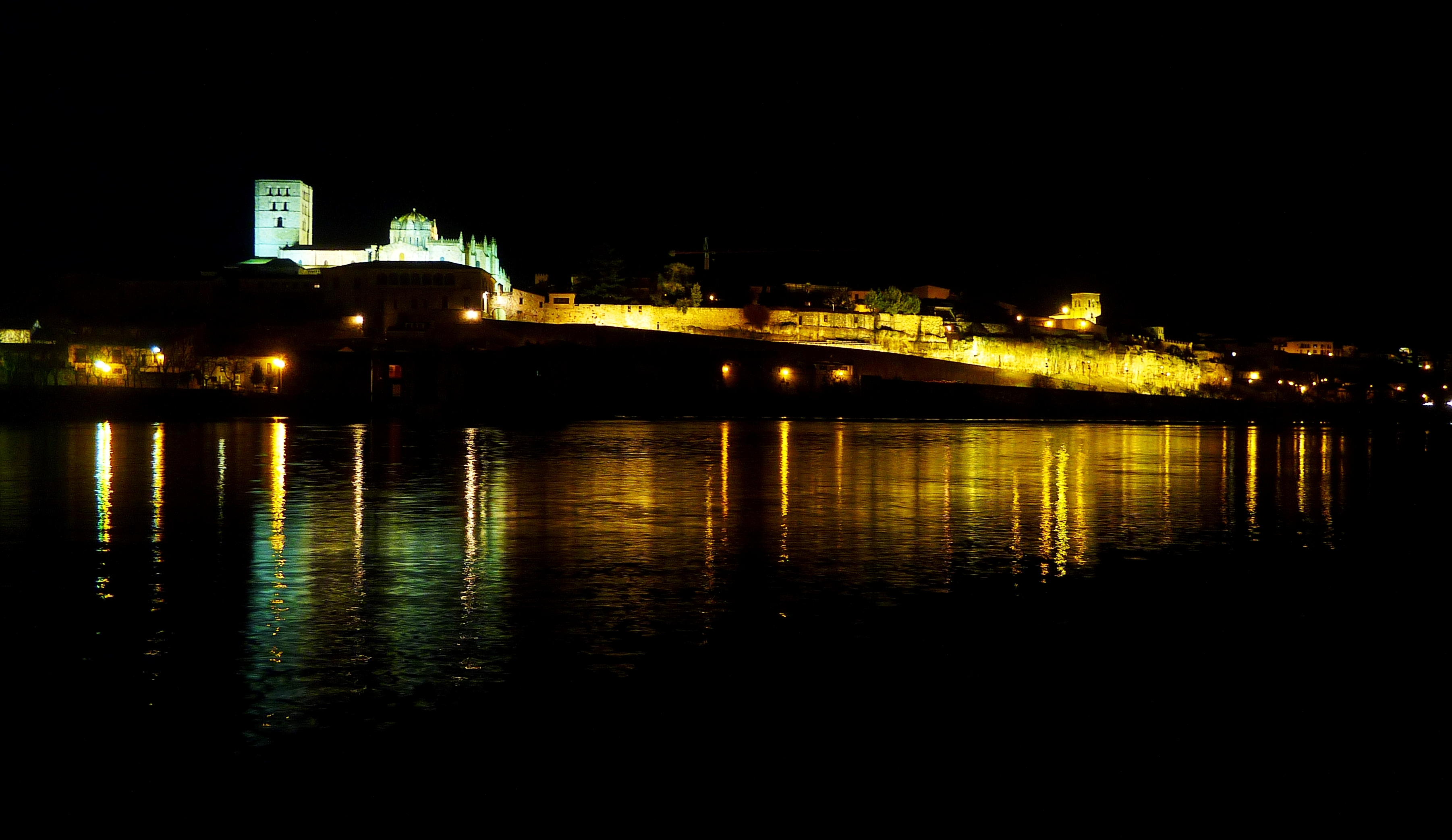
Penhas de Santa Marta, formação rochosa à margem do Douro sobre a qual foi estabelecida a cidade.

### Idade Antiga
A cidade foi fundada nos primórdios da Idade do Bronze, sendo posteriormente ocupada durante a Idade do Ferro pelo povo celta dos váceos, que a denominaram Ocalam. O assentamento inicial produziu-se na almendra delimitada pelo Castelo e a ladeira de Santo Ildefonso, uma localização estratégica ao tratar-se de uma meseta rochosa defendida pelo Rio Douro, na qual se edificou um castro.
A povoação manteve-se durante o Império Romano. Com efeito, foi frequentemente identificada com a importante mansio e civitas de «Ocelo Durii» (Olho do Douro). De acordo com algumas vozes, esta povoação seria a localidade atual de Villalazán, 12 km a leste, também na margem do Douro, e pela qual passava a Estrada da Prata.

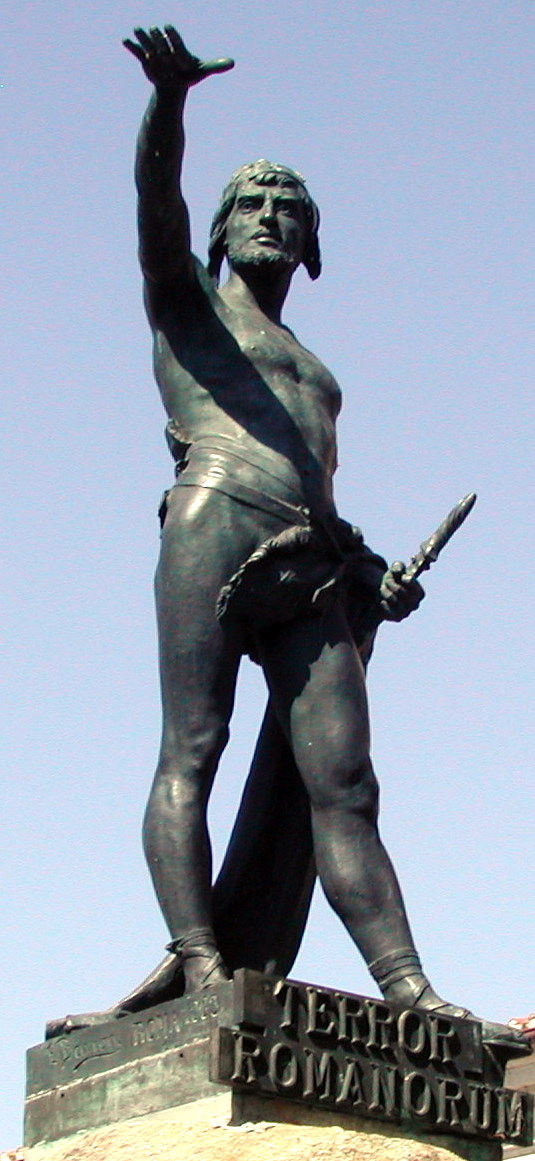
Estátua de Viriato, na praça homónima, obra do escultor Eduardo Barrón, de Moraleja del Vino.

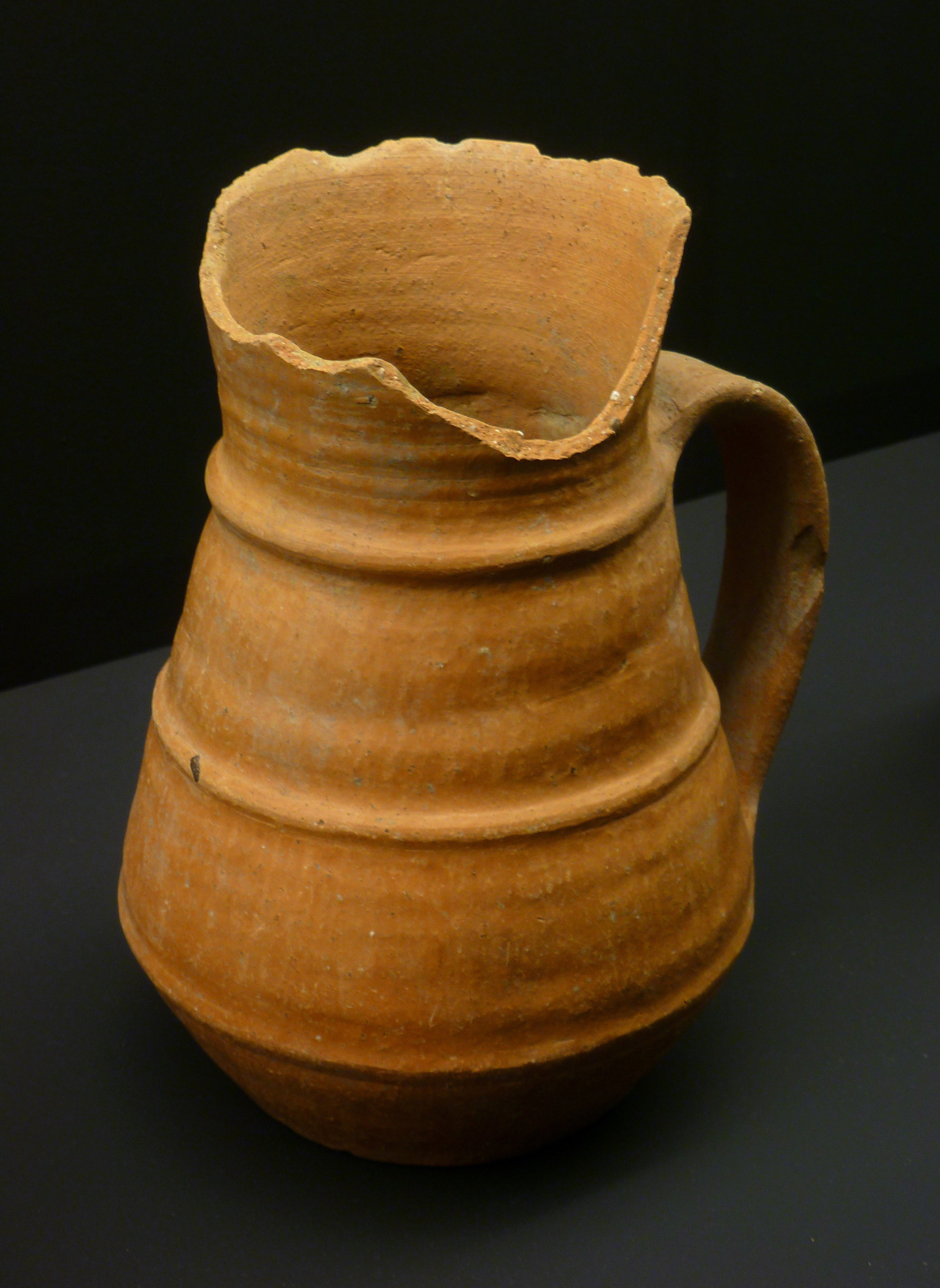
Cântaro de cerâmica hispano-muçulmana pertencente ao conjunto encontrado no lote do Conselho Consultivo de Castela e Leão. Cerâmica polida, séculos VIII – IX, Museu de Samora.

Segundo outros estudiosos, porém, esta povoação seria efetivamente a cidade atual de Samora. Apesar de não terem aparecido até à data quaisquer restos arqueológicos correspondentes a este período, a toponímia seria um dos argumentos em defesa desta hipótese, já que «Okelo Duri» tinha como significado original penhasco proeminente (as Penhas de Santa Marta), e por outro lado, na margem oposta do rio, situa-se o bairro de San Frontis, nome de origem romano derivado de sub frontis pontis, «por debaixo da ponte». Foi precisamente nessa zona que se manteve em pé até 1310 a Ponte Velha ou de Olivares, da que ainda hoje existem restos visíveis. Além do mais, existe uma mapa tardorromano no qual aparece o termo «Okelo Duri», que corresponderia à cidade de Samora. Também a esta época corresponde Viriato, o terror romanorum, que celebrava as suas vitórias sobre os romanos (oito no total), arrancando um farrapo dos seus estandartes vermelhos e colocando-o na sua lança, que é a origem da bandeira da cidade e da província, a Seña Bermeja. Atribui-se o seu local de nascimento a Torrefrades, povoado da comarca de Saiago; Portugal (Monte Herminius, na Serra da Estrela) ou à província de Huelva.
A primeira referência documental que se possui da cidade aparece no Parrochiale Suevum, de 569, nas quais é referida pelo nome de «Senimure», incluída na diocese de Asturica, pertencente ao Reino Suevo. Aparece da mesma forma numa cunhagem de moedas de Sisebuto no século posterior. Os nomes árabes da cidade foram Azemur (olival silvestre) e Semurah (cidade das turquesas). O nome atual pode provir de uma destas últimas etapas, e é citado como tal no Salmanticense como «uma das praças recuperadas por Afonso I aos mouros». Durante a Reconquista Cristã, a cidade foi muito disputada entre árabes e cristãos.

### Idade Média

#### Alta Idade Média
O período compreendido entre os séculos X e XIII é o de maior relevância para Samora dentro do contexto hispânico. A Batalha de Simancas (939) deu a Ramiro II de Leão o controlo dos vales do Douro e do Tormes, convertendo-se a capital samorana (pela sua posição vantajosa) numa das principais praças fortes que asseguravam a fronteira. A sua importância foi diminuindo a partir da Batalha das Navas de Tolosa (1212), que abriu o sul peninsular aos reinos cristãos, perdendo assim Samora a sua transcendência estratégica.
Durante a Idade Média, voltou a ser tomada e destruída pelos muçulmanos a comando do emir Mohamed, sendo depois reconquistada pelos cristãos no reinado de Afonso II das Astúrias, o Casto, sendo novamente fortificada. O rei Afonso III das Astúrias, o Magno, repovoou-a com moçárabes toledanos em 893, rodeando-a de muralhas e dotando-a inclusivamente de palácios e banhos, convertendo-se, pela sua situação e características, na cidade-fortaleza mais importante dos reinos cristãos. Samora foi descrita pelos cronistas árabes como «a capital do Reino da Galiza, rodeada de sete recintos amuralhados e grandes fossos». Foi uma das praças mais importantes do Reino de Leão, do qual formou parte. Além disso, iniciou a etapa de maior esplendor político, económico e arquitetónico. O paulatino movimento da raia para sul, do Douro ao Tormes, favoreceu tal progresso, sendo apenas quebrado pelas aceifas de Almançor. Muhammad ibn 'Abd-Allah ibn Abū 'Āmir (em árabe محمد بن عبد أبو عامر ), chamado Al-Mansūr (المنصور, Almançor), o Vitorioso, lançou em 981 um primeiro ataque contra a cidade, que foi arrasada. Em 986 decide lançar hostilidades com o rei Bermudo II, atacando Coimbra no ano seguinte (deixando-a de tal maneira que durante sete anos se manteve deserta), e dirigindo-se contra a própria cidade de Leão em 988, destruindo tudo quanto se cruzava com ele. Bermudo refugiou-se em Samora mas não pode conter o avanço do inimigo. Leão, após resistir quatro dias, foi assaltada, pilhada, incendiada e as suas muralhas destruídas. Após este acontecimento, Samora capitulou e Bermudo refugiou-se na Galiza. Em 997, a cidade voltou a sofrer as investidas do muçulmano, que no seu caminho até Santiago de Compostela arrasou de novo a cidade, juntamente com Leão e Astorga.

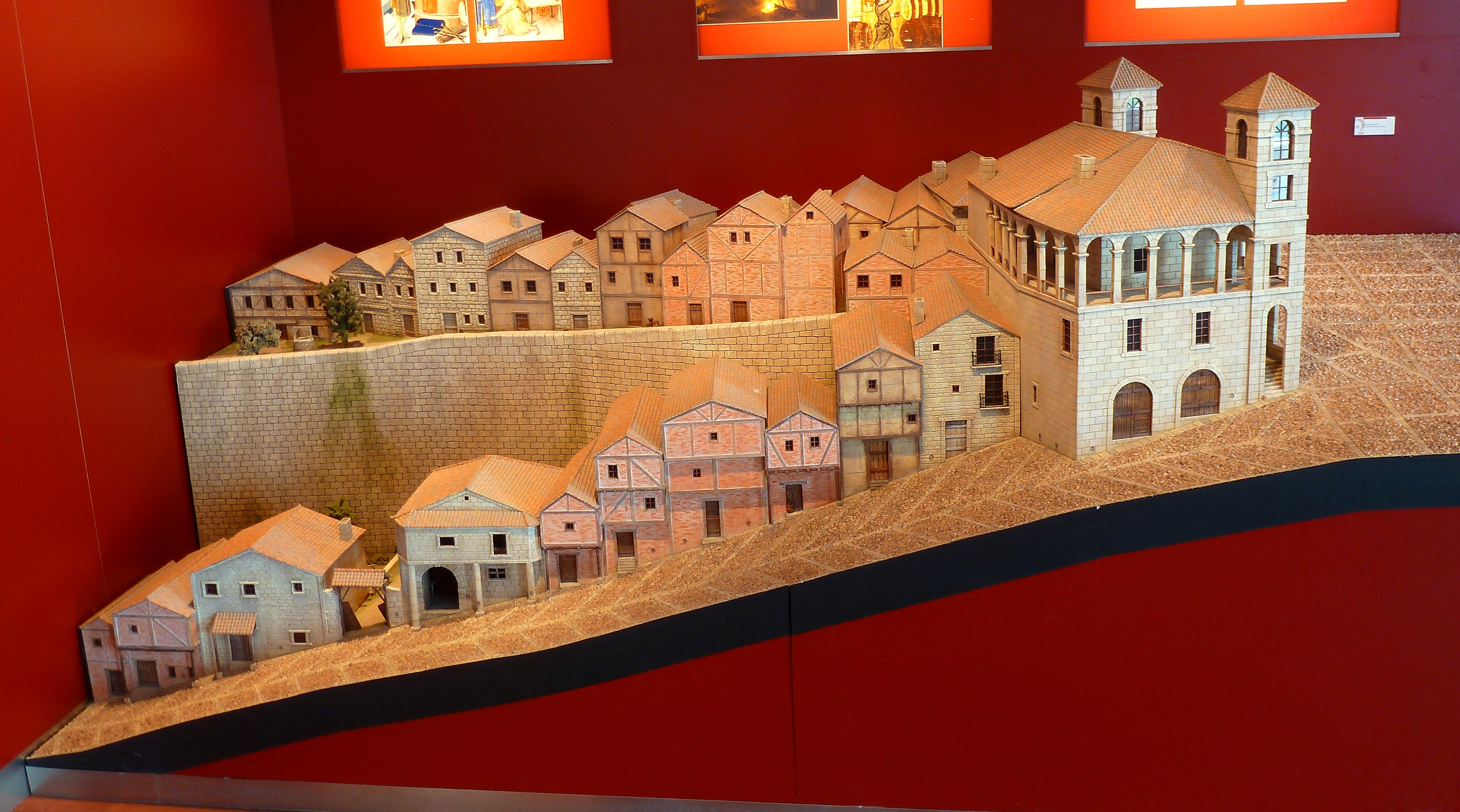
Maqueta que recria o aspeto da rua Balborraz na Idade Média no Centro de Interpretação das Cidades Medievais.

Samora, a bem cercada foi assim apelidada por Fernando I de Leão, o Magno. Foi ele o encarregado de a reconstruir em 1055, repovoando-a com montanheses e muralhando-a novamente, para a ceder depois à sua filha, Dona Urraca. A sua posição privilegiada fê-la objeto de disputa entre os diversos reinos cristãos. Durante um dos cercos à cidade sucedeu um feito notável que se perpetuou no romanceiro espanhol: a morte inesperada, às mãos do nobre samorano Vellido Dolfos, do rei Sancho II quando este tentou tomar a cidade governada pela sua irmã. A possibilidade de que o indutor fosse o principal beneficiado (o rei Afonso VI, que havia sido encarcerado por Sancho II, seu irmão), é a de que, segundo os cantares de gesta, teria provocado que um dos nobres castelhanos presentes no assédio, Rodrigo Díaz de Vívar, o Cid, lhe fizera jurar não ter participado na morte do seu irmão (o juramento de Santa Gadea, Burgos). Tanto o arrojo de Vellido como o atrevimento de Rodrigo passaram a ser tópicos literários e até coloquiais, bem como a bravura da cidade durante o assédio, imortalizada no refrão popular «No se ganó Zamora en una hora». No lugar no qual, segundo a tradição, foi assassinado o soberano Sancho II por Bellido Delfos, situa-se um tosco monumento rematado em cruz e denominado Cruz do Rei Dom Sancho. Decorrente da morte do rei terá havido um repto, travado (duelo, "lidado") por Garcia Ordonhes, contra um dos defensores.
Outro evento de relevância para a cidade foi a conferência de paz entre Afonso VII de Leão, Castela e Galiza e D. Afonso Henriques, rei de Portugal. Como resultado, a 5 de outubro de 1143 foi reconhecida a independência do novo reino, refletida no Tratado de Samora, que marca de maneira oficial o nascimento de Portugal enquanto estado independente. Afonso VII reconheceu Afonso Henriques como monarca graças ao seu desejo de ser imperador e precisar, portanto, de reis que fossem seus vassalos, se bem que uma vez feito o reconhecimento, o monarca português seguiu uma linha de completa autonomia.
Em 1208, o rei Afonso IX de Leão outorgou à cidade de Samora um foro que incluiu aquilo que é considerado como a sua primeira delineação territorial. O termo abarcou uma área muito semelhante à atual, com a única exceção do lado ocidental, no qual se assinalam uma série de aldeias e lugares que foram posteriormente abandonados e convertidos nos atuais prados.

«E estos homezianes ayan atal couto por el monte d'Aloa, por el Camín de Johán Cidiélez, e por Morales, e por Ponteyos de la Torre, e por Arcinielas, e por Vilaralvo el Mayor, e por Cubiellos, e por Sancta María de la Iniesta, e por las Manbras, e por los penedos de Congosta, e por Carrascal, que dizen Aldea de Pelay Alvo» Afonso IX de Leão (1208), Foro de Samora

#### Baixa Idade Média

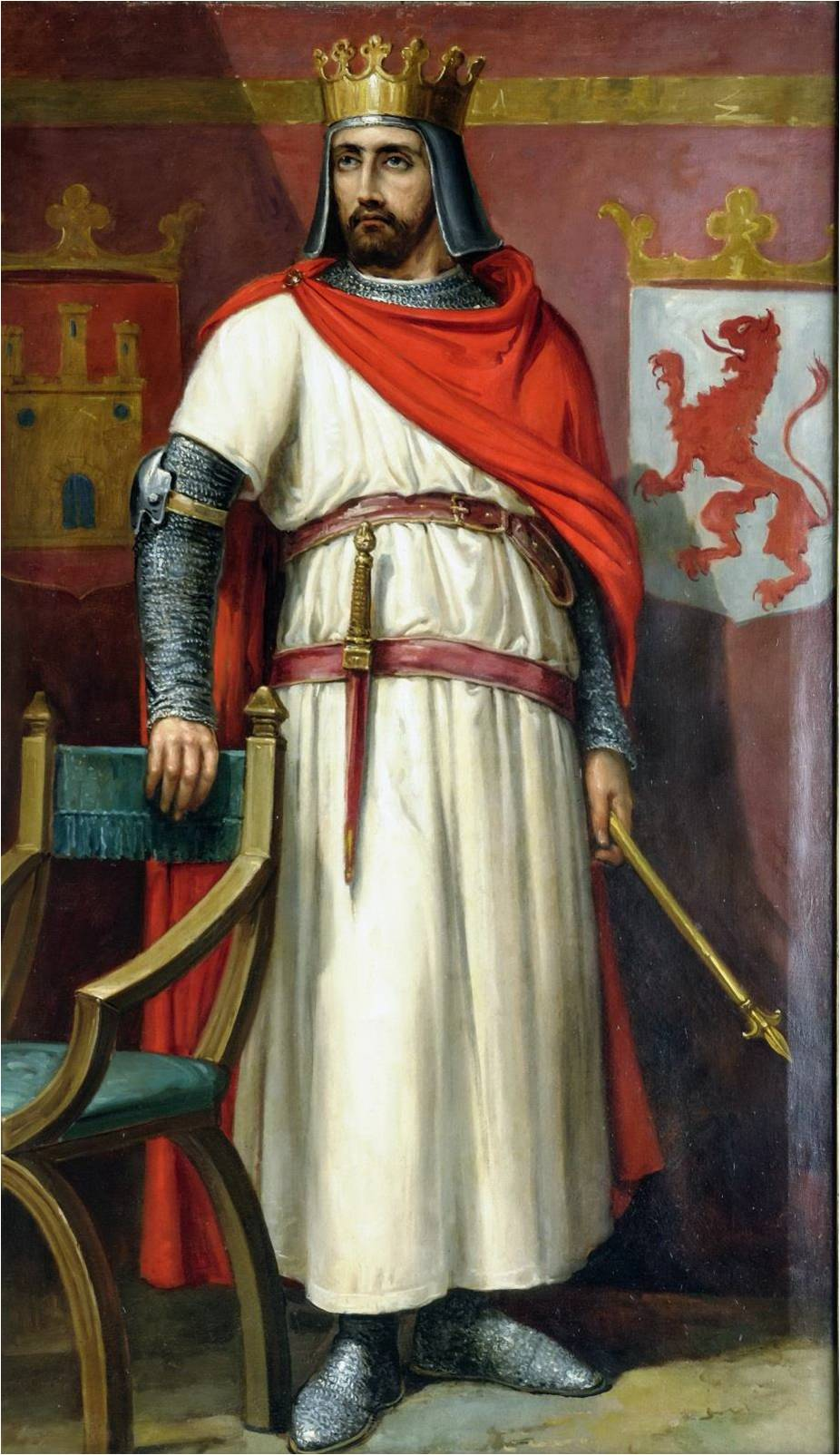
Retrato imaginário de

A importância de Samora entre as cidades da Coroa de Castela na Baixa Idade Média foi comprovada sobretudo pelo seu voto nas Cortes de Castela, condição apenas atribuída a dezassete cidades (às quais se juntou, posteriormente, Granada). A extensão da representação dos procuradores samoranos era extraordinária dado que incluía o território da Galiza, no qual nenhuma cidade tinha voto.
No início de 1367, durante a Primeira Guerra Civil Castelhana, a cidade uniu-se à causa de Pedro I de Castela, convertendo-se num dos seus bastiões mais firmes durante todo o conflito. Após a batalha de Montiel, em 1369, Henrique de Trastâmara assassinou o seu cunhado, Pedro I, e converteu-se em rei de Castela com o nome de Henrique II. No entanto, após este acontecimento, os partidários de Pedro I ganharam força na cidade, o que levou a um assédio entre junho de 1369 e fevereiro de 1371. Como líder da rebelião encontrava-se Fernando Alfonso de Valencia, um dos nobres mais proeminentes de Samora e bisneto de Afonso X e Sancho IV de Leão e Castela; e o alcaide do castelo de Samora, Alfonso López de Tejeda. Numa das suas saídas, Fernando Alfonso de Valencia foi derrotado e feito prisioneiro por Pedro Fernández de Velasco, camareiro-maior do rei Henrique II e responsável pelo cerco à cidade juntamente com a rainha Juana Manuel de Villena. Apesar da resistência dos samoranos, a cidade capitulou e permitiu a entrada das tropas do monarca, que a ocuparam a 26 de fevereiro de 1371, segundo consta de uma carta de Juana Manuel ao seu esposo.
Porém, o alcaide do castelo de Samora, Alfonso López de Tejeda, não aceitou o acordo de capitulação e prosseguiu a sua resistência acompanhado pela sua esposa, Inés Álvarez de Sotomayor, o seu filho varão, os principais nobres samoranos e vários soldados. A rainha Juana Manuel, segundo o relato de Fernão Lopes no capítulo XLI da Chronica de el-rei D. Fernando, ameaçou o alcaide da morte de três dos seus filhos caso este não se rendesse, o que veio a acabar por acontecer. Graças à peste, fome e à consciência de que não iriam receber qualquer ajuda de Portugal, Alfonso López de Tejeda, acompanhado pela sua esposa, filho varão e alguns soldados, abandona o castelo levando consigo as suas chaves, refugiando-se em Portugal para daí continuar as hostilidades contra as tropas de Henrique II.

### Idade Moderna
Depois do seu apogeu no século XII, e conforme as fronteiras da reconquista da península pelos reis cristãos se moviam para setentrião, Samora foi perdendo a sua importância estratégica e económica.

## Património cultural
A cidade de Zamora tem a maior concentração de edifícios e restos românicos da Europa, com:
- 24 igrejas românicas, desde o século XI ao século XIII;
- 1 catedral românica, do século XII;
- 2 palácios românicos, com restos pré-românicos;
- 1 ponte românica do século XII, com 250 metros de comprimento;
- Mais de 9 casas de época românica decoradas com canecillos;
- Inumeráveis tesouros arquitetônicos em casas e no Museu de Zamora.

## Demografia
| Variação demográfica do município entre 1991 e 2004 | Variação demográfica do município entre 1991 e 2004 | Variação demográfica do município entre 1991 e 2004 | Variação demográfica do município entre 1991 e 2004 |
| --------------------------------------------------- | --------------------------------------------------- | --------------------------------------------------- | --------------------------------------------------- |
| 1991                                                | 1996                                                | 2001                                                | 2004                                                |
| 68 022                                              | 63 783                                              | 64 845                                              | 65 646                                              |